# TV 2 Fri
TV 2 Fri er en dansk fritids- og friluftskanal, der blev lanceret d. 5. maj 2013. Cecilie Hother er en af hovedværterne på den nye kanal, hvor hun stod i spidsen for Frihuset i Hornsherred, hvorfra der hver dag blev sendt direkte tv.
TV 2 Fri er TV 2s livsstilskanal, der bl.a. sender haveprogrammer, udsendelser med fokus på hjemmet og fritiden, samt livsstilsprogrammer fra hele verden.
Blandt kanalens andre programmer er Krejlerkongen.

## Logoer
- TV 2 Fri's fjerde logo, som blev brugt fra 2019 indtil 2023.
- TV 2 Fri's femte og nuværende logo, der er i brugt siden 2023.